# Чамдоская операция
Чамдоская операция (кит. 昌都战役) — военная операция НОАК по разгрому тибетской армии, проводившаяся 6—19 октября 1950 года с целью создания условий для так называемого «мирного освобождения Тибета».

## Предыстория
В 1911 году, во время Синьхайской революции, Монголия, Тува и Тибет, подчинённые Цинской империи, провозгласили свою независимость. Когда в 1928 году партия Гоминьдан установила контроль над Тибетом, этот контроль был скорее формальным: Чан Кайши более-менее уверенно контролировал лишь Нанкин и прилегающие провинции. Тем не менее, гоминьдановское правительство всегда настаивало на китайском суверенитете над всеми территориями, входившими в состав Цинской империи или зависимыми от неё (включая Тибет, Монголию и Туву).
В 1949 году Коммунистическая партия Китая победила в гражданской войне, вытеснив остатки гоминьдановских сил на остров Тайвань. 2 сентября 1949 года было объявлено о том, что китайская Народно-освободительная армия намерена «освободить» в том числе Тибет. 1 октября 1949 года в Пекине была провозглашена Китайская народная республика. Малолетний Панчен-лама X отправил Мао Цзэдуну телеграмму поддержки и призвал как можно скорее «освободить» Тибет.
23 ноября 1949 года Мао Цзэдун обратился к маршалу Пэн Дэхуаю относительно плана вступления китайской армии в Тибет с северо-запада, но этот план был отвергнут по техническим причинам. Был принят план вторжения с юго-востока и юго-запада. В январе 1950 года ЦК КПК и его Военный совет направили директиву Юго-западному бюро ЦК КПК о начале похода на Тибет. 18 марта 1950 года войска 18-го корпуса выдвинулись из Сычуани в Кам и заняли Дарцедо (Кандин), 28 марта передовые части в 30 тысяч человек достигли Гардзе. Дальнейшее продвижение шло очень медленно: приходилось строить дороги и базы. Попытка китайского правительства вступить в переговоры с регентом Тактра и Кашагом была безрезультатной. 29 июля пекинское радио передало слова генерала Лю Бочэна, что главная цель Юго-западной военно-административной комиссии — «освободить Тибет» и НОАК «должна атаковать». К концу лета сосредоточение китайских войск в основном завершилось.

## Ход операции
7 октября 1950 года китайские войска перешли реку Дричу (верховья Янцзы) в трёх направлениях: северном, центральном и южном. 54-й полк пересек Дричу севернее Денго и двинулся на Джекундо, чтобы оттуда пройти на юг, окружить тибетскую армию и перекрыть путь отступления на Лхасу. 157-й полк НОАК, перейдя Дричу, двинулся в Маркам, чтобы отрезать путь отступления на север. Всего китайские войска атаковали в шести местах от Цакало до Денго.
Главные бои произошли к северу от Чамдо. В районе Денго войска, возглавляемые генералом Муджей, сумели отбросить НОАК обратно за реку. После этого, окруженный с севера, генерал отступил, чтобы удержать Ривоче. Обе стороны несли значительные потери. Тибетцы продержались несколько дней, затем китайцы одержали верх. Тибетцы потеряли Рангсум, Маркам, Денго, Джекундо, Ривоче, Гарток и др. Теперь Чамдо остался почти беззащитным: там было лишь около 3 тысяч защитников, необстрелянных и вооружённых хуже китайцев. Губернатором Чамдо в это время был Нгапо Нгаванг Джигме. Он не сумел организовать правильную оборону, запросил тибетское правительство о распоряжениях, быстрого ответа не получил и решил отступать.
17 октября Нгапо Нгаванг Джигме оставил Чамдо, приказав двум тибетским офицерам уничтожить брошенный здесь арсенал и склады амуниции. Затем он приказал сдаться генералу Мудже с его людьми. 18 октября северная группа НОАК под командованием Энь Фатана заняла Эньда и отрезала тибетцам путь отступления на запад. 19 октября китайцы заняли Чамдо. В тот же день Нгапо сообщил китайцам, что хочет сдаться, что и сделал на следующий день. 22 октября китайские войска взяли Лхо Дзонг, 27 октября — Шопандо.
По китайским источникам, потери тибетцев убитыми, ранеными и пленными составили 5 738 человек, из них убитыми — 180; по тибетскому источнику, цитирующему китайские данные, в период с 7 по 25 октября 1950 года НОАК уничтожила более 5 700 тибетских солдат и заключила в тюрьмы в различных областях Восточного Тибета 2 тысяч человек. По оценке историка М. Клодфельтера, в ходе завоевания Тибета китайская армия потеряла 2000 солдат убитыми, 3000 пропавшими без вести, 2000 умершими от холода и 3000 умершими от болезней.

## Результаты
Сдавшихся офицеров и Нгапо Нгаванга Джигме отвезли в Чамдо, тибетским солдатам дали серебро и еду и отпустили, прочитав лекцию о социализме. Китайские войска двинулись дальше в центральный Тибет, но остановились в 200 км к востоку от Лхасы, после чего, под угрозой военной силы, Тибетскому Правительству вновь были предложены переговоры. Нгапо Нгаванг Джигме и часть освобождённых тибетских военнослужащих рассказывали о хорошем с ними обращении и силе китайской армии в районе Чамдо, которая демонстрировала высокую дисциплину, строила дороги и платила местным жителям за предоставляемый скот и участие в дорожных работах. В связи с недостатком сил для сопротивления и отсутствием адекватной поддержки извне, Тибетское Правительство согласилось на переговоры. В Пекин была отправлена делегация, подписавшая 23 мая 1951 года «Соглашение по мирному освобождению Тибета».